# 等位

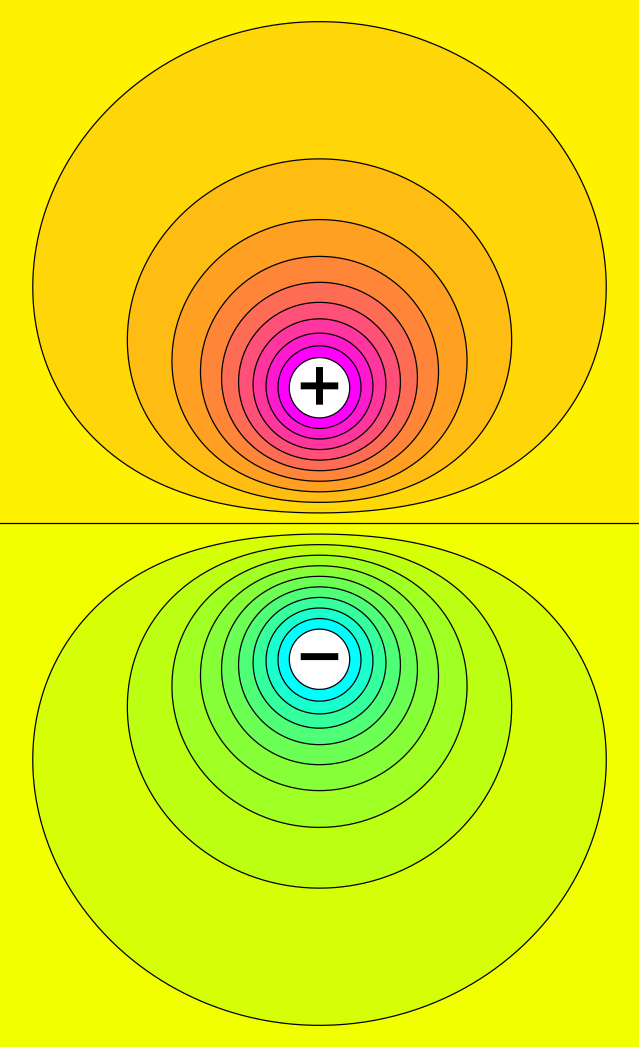
有限元分析對兩個帶電球所計算出的等位線（圖內的黑線）。

等位（Equipotential、Isopotential）是表示在空間中的某些區域內的每個點都有相同的位（Potential）。這通常是指純量位（在這裡是指位的水平集），然而這也可以應用在向量位上。在n維空間中的純量位函數之等位是典型的n-1維空間。劈形算符闡明了在向量場之間的關係並聯合了純量位場。
純量位的等位區域在三維空間中是等位面，不過也可以是一個空間中的三維區塊。純量位的梯度不管在哪裡都和等位面垂直，而在等位三維區塊內的話會是零。
導體提供一個直覺的例子：若在導體內或表面上指定a和b兩點，兩點間的電位差是零，則a和b為等位。擴展這個定義，等位就是所有同位點的軌跡。
星體的重力場方向與其重力位的等位面垂直。在靜電學中，電場方向與電位的等位面垂直。